# 青榨槭
青榨槭（学名：Acer davidii）为无患子科槭属的植物，是中国的特有植物。分布于中国大陆的西南、中南、华北、华东等地，生长于海拔500米至1,500米的地区，一般生于疏林中，目前尚未由人工引种栽培。
青榨槭以前的歸類是 槭樹科 槭屬 ，現已更正為無患子科 楓屬。

## 别名
青虾蟆（中国树木分类学报）、大卫槭（峨眉植物图志）